# 连江口镇
连江口镇，是中华人民共和国广东省清远市英德市下辖的一个乡镇级行政单位。

## 行政区划
连江口镇下辖以下地区：
连江口社区、城樟社区、连樟村、红溪村、初溪村、南坑村、下步村、银坑村、严村、三井村和小舍村。

## 交通
- 京广铁路：连江口站